# 276568 Joestübler
276568 Joestübler è un asteroide della fascia principale. Scoperto nel 2003, presenta un'orbita caratterizzata da un semiasse maggiore pari a 3,0750569 UA e da un'eccentricità di 0,1446936, inclinata di 7,04015° rispetto all'eclittica.
L'asteroide è dedicata all'astronomo amatoriale austriaco Johannes Stübler.